# Marie Clarac
Pour les articles homonymes, voir Clarac.
Mère Marie-Louise Angélique Clarac, née le 6 avril 1817 à Auch (France) et morte le 21 juin 1887 à Moncalieri (province de Turin, Italie), est une religieuse française, fondatrice de la congrégation des Sœurs de charité de Sainte Marie et reconnue servante de Dieu par l'Église catholique depuis 1981.

## Biographie
Marie-Louise Angélique Clarac est née à Auch, en Gascogne.
Dévouée dès son plus jeune âge envers les pauvres et les nécessiteux, Marie-Louise Clarac revêt l’habit religieux à 25 ans, en 1842. Six ans plus tard, en 1848, elle part en mission en Algérie administrée par la France où elle vit durant trois années.
En 1854, elle s’installe définitivement dans la ville de Turin, en Italie, qui devient le centre de ses activités charitables. Pendant dix-sept ans, elle développe de grandes œuvres (école, oratoire, jardin d’enfants...) pour fonder enfin le 3 mai 1871, la congrégation des Sœurs de charité de Sainte Marie.
Mère Marie Clarac meurt à l’âge de 70 ans, à Moncalieri. 
Sa cause en vue de son procès en béatification est ouverte en 1981, sous le pontificat de Jean-Paul II.

### Établissements portant son nom
- Hôpital Marie-Clarac et fondation de l'hôpital Marie-Clarac[2] (Montréal, Canada)
- École Marie-Clarac (Montréal, Canada)